# Bryum gypsophilum
Bryum gypsophilum är en bladmossart som beskrevs av Johann Amann 1918. Bryum gypsophilum ingår i släktet bryummossor, och familjen Bryaceae. Inga underarter finns listade i Catalogue of Life.